# Budka Suflera
Budka Suflera – polski zespół rockowy założony w Lublinie w 1974 przez Romualda Lipkę, Krzysztofa Cugowskiego i Andrzeja Ziółkowskiego. Znany z przebojów: „Sen o dolinie”, „Za ostatni grosz”, „Memu miastu na do widzenia”, „Jolka Jolka, pamiętasz”, „Takie Tango” czy „Bal wszystkich Świętych”.
Skład zespołu wielokrotnie się zmieniał, a przez grupę przewinęło się ponad 25 muzyków. Osobą łączącą wszystkie składy od 1975 jest perkusista Tomasz Zeliszewski, pełniący także rolę menedżera i lidera zespołu po śmierci Romualda Lipki (zm. 2020), który jest jedynym członkiem Budki Suflera, który nagrał z zespołem wszystkie albumy.
Zespół na przełomie lat 70. i 80. XX w. współpracował m.in. z Anną Jantar, Izabelą Trojanowską i Urszulą. Ponadto utwory zespołu były wykorzystywane w filmach Przepraszam czy tu biją? (1976), Alabama (1984) czy Pay Off (1987). W 2014 grupa odbyła pożegnalną trasę koncertową, a następnie oficjalnie zakończyła działalność. Reaktywowała się w 2019 bez udziału Krzysztofa Cugowskiego.

## Historia

### Początki (1969–1974)

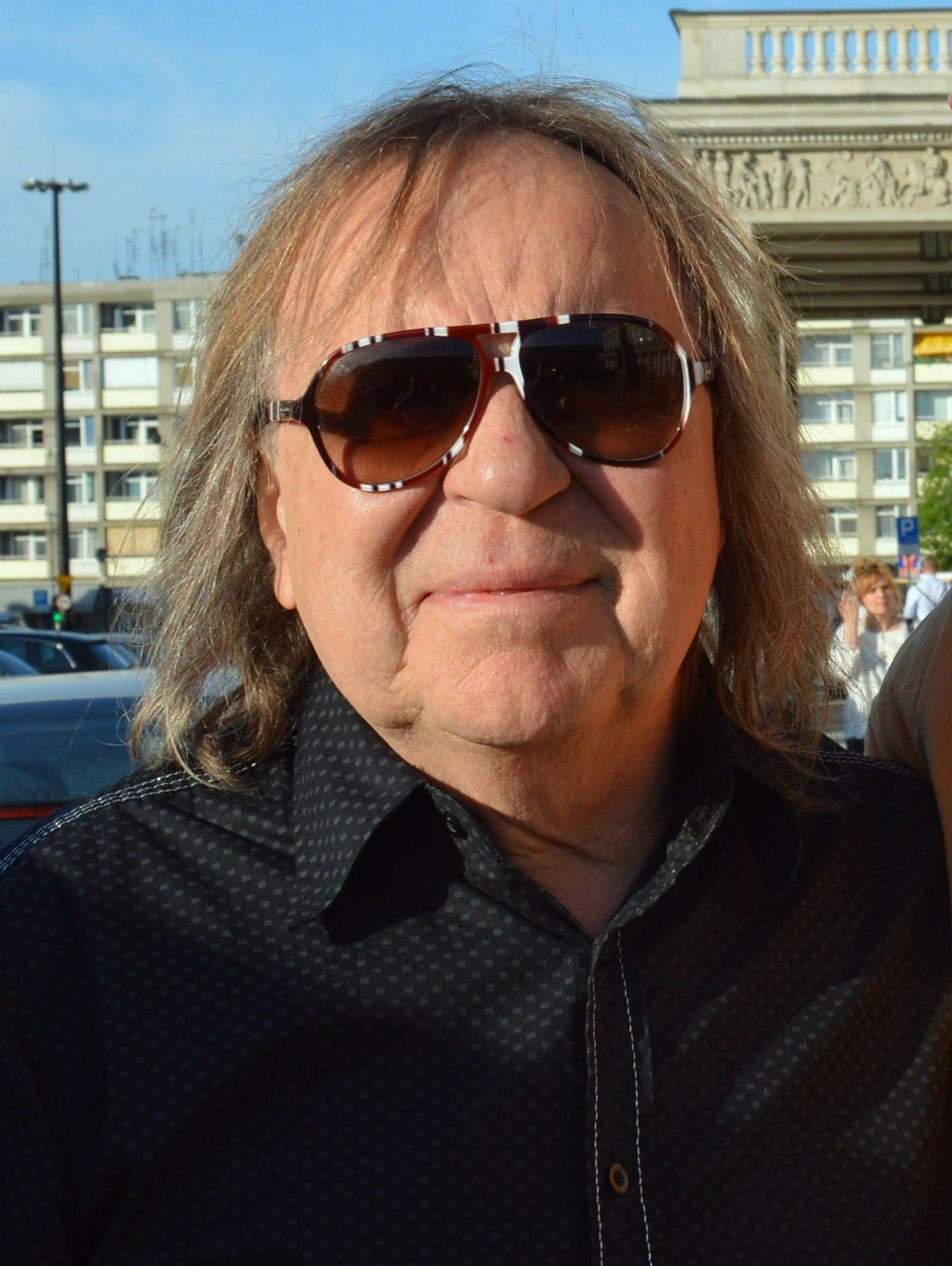
Romuald Lipko (zm. 2020) – wieloletni lider zespołu, główny kompozytor, klawiszowiec, początkowo gitarzysta basowy (2017)

Historia Budki Suflera, choć oficjalnie zespół powstał w 1974, sięga jesieni 1969 i pierwszych prób muzycznych wokalisty Krzysztofa Cugowskiego (wówczas jeszcze licealisty) i jego szkolnych kolegów – gitarzysty Krzysztofa Brozi, basisty Janusza Pędzisza i perkusisty Jacka Grüna. Pierwsza nazwa zespołu – „Prompter’s Box” powstała jesienią 1969 podczas prób tego składu – zaczerpnięto ją ze słownika angielsko-polskiego, a przed pierwszym koncertem grupy uległa ona spolszczeniu („Budka Suflera”). W styczniu 1970 grupa rozpoczęła współpracę z lubelskim klubem studenckim „Arcus”, co położyło kres dotychczasowym kłopotom ze znalezieniem stałego miejsca prób zespołu. W tym czasie piątym członkiem grupy został student I roku matematyki UMCS – klawiszowiec Witold Odorowicz. Latem zespół przebywał na obozie studenckim w Giżycku, gdzie zajął się przygotowywaniem własnych kompozycji, chcąc odejść od grania coverów zespołów zagranicznych. Wiosną 1970 podjął tego typu próby podczas sesji nagraniowej w studiu kameralnym Polskiego Radia Lublin. Powstało wówczas 5 utworów, w tym 3 instrumentalne. Do dwóch piosenek teksty napisali: Kazimierz Łojan i początkujący poeta studencki – Aleksander Migo. Z pierwszych nagrań zarejestrowanych w tym składzie zachował się do tylko jeden utwór – „Blues George’a Maxwella” (muz. W. Odorowicz, sł. A. Migo), wydany w 1993 na albumie kompilacyjnym Underground. Skład rozpadł się jesienią 1970.
Pod koniec 1970 roku Krzysztof Cugowski dołączył do zespołu Romualda Lipki – Stowarzyszenie Cnót Wszelakich. Zespół współtworzyli: gitarzysta Andrzej Ziółkowski i perkusista Ryszard Siwiec. Grupa ta zmieniła nazwę na Budka Suflera. Próby zespołu odbywały się w Domu Kultury Zakładów Przetwórstwa Owocowego w Milejowie. W repertuarze grupy dominowały wówczas utwory z repertuaru Johna Mayalla, Led Zeppelin, czy Free. Muzycy występowali w tym składzie do wiosny 1971, kiedy to Cugowski podjął studia. Grupa czekała na powrót wokalisty, jednocześnie pracując w lubelskim Teatrze im. Osterwy, gdzie wykonywała muzykę autorstwa Seweryna Krajewskiego w spektaklu według komedii Aleksandra Fredry „Gwałtu, co się dzieje!”. Do Budki Suflera w składzie: Waldemar Ziółkowski (perkusja), Andrzej Ziółkowski (gitara), Romuald Lipko (gitara basowa) dołączył na ten czas gitarzysta Leszek Wijakowski (ex-Minstrele). Zespół dał ponad 200 przedstawień, ponieważ sztuka nie schodziła z afisza przez wiele miesięcy. Sukces przedstawienia pozwolił mu trwać bez frontmana. W tym okresie doszło do kilku zmian na stanowisku perkusisty. Przez zespół przewinęli się m.in. Waldemar Ziółkowski i Kazimierz Grymuza. Ostatecznie stałym perkusistą zespołu został Zbigniew Zieliński. Jesienią 1972 do grupy powrócił Krzysztof Cugowski. Budka Suflera przeniosła się do Lubelskiego Domu Kultury.

### Pierwsze sukcesy (1974–1975)

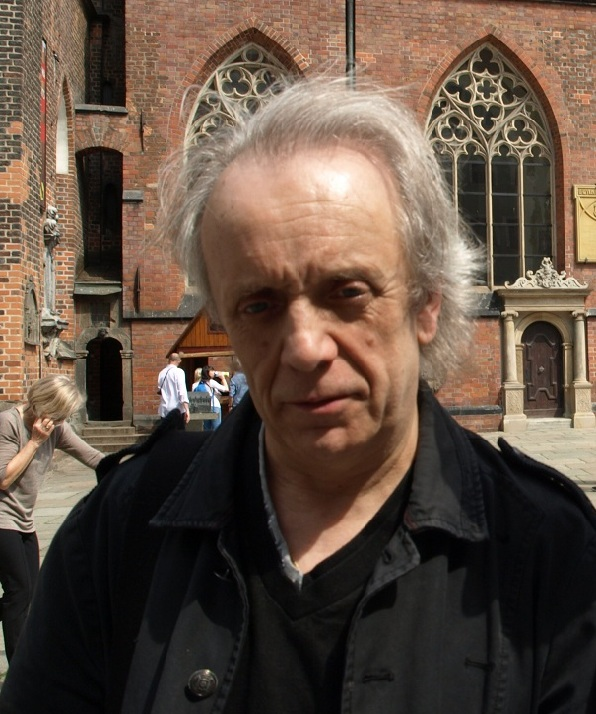
Tomasz Zeliszewski – perkusista, menadżer, autor tekstów, lider zespołu po śmierci Romualda Lipki (2014)

Punktem zwrotnym w karierze zespołu (w składzie:  Krzysztof Cugowski – wokal, Romuald Lipko – bas, Zbigniew Zieliński – perkusja, Andrzej Ziołkowski – gitara Mayones) było nagranie polskiej wersji utworu „Ain’t No Sunshine” z repertuaru Billa Withersa. Pomysłodawcą nagrania był Jerzy Janiszewski. Mimo początkowo sceptycznego nastawienia muzyków, dokonano go w lutym 1974. W nagraniu brał udział chórek i sekcja instrumentów smyczkowych. Rezultatem sesji było ponad 20 wersji tego utworu (zatytułowanego „Sen o dolinie”), spośród których wybrano tę, w której pod koniec na skutek pomyłki perkusisty wszystkie instrumenty przestają grać, a tylko wokalista kontynuuje śpiewanie (wersję tę zamieszczono na płycie Underground). Utwór pociągnął za sobą propozycję nagrania płyty (od Polskich Nagrań) i licznych koncertów.
Jesienią 1974 zespół nagrał jeden ze swych największych przebojów – „Cień wielkiej góry”, zainspirowany tragiczną śmiercią dwóch polskich himalaistów, Zbigniewa Stepka i Andrzeja Grzązka w sierpniu 1973. W listopadzie zarejestrował kompozycję „Lubię ten stary obraz”, a na początku 1975 – „Memu miastu na do widzenia”. Był to ostatni utwór z udziałem Zbigniewa Zielińskiego, który odszedł z zespołu. Zastąpił go Tomasz Zeliszewski (ex-Vabanque). „Cień wielkiej góry” dał również tytuł debiutanckiemu albumowi zespołu, do którego zaproszono Czesława Niemena oraz żeński zespół Alibabki. Włączono także sekcję instrumentów smyczkowych. Niemen wykonał dwie partie instrumentalne do suity „Szalony koń”, wnosząc do brzmienia albumu charakterystyczny dźwięk swojego rzadkiego jak na owe czasy w Polsce instrumentu – Mooga, na którym pozostałe partie dograł Marek Stefankiewicz, gdyż Niemen został przez realizatora wyproszony ze studia przed zakończeniem sesji. Na albumie nie pojawił się utwór „Sen o dolinie”, gdyż nie zgodziła się na to wytwórnia płytowa (która musiałaby płacić za niego tantiemy, jako że kompozycja była dziełem zagranicznego artysty). Zabrakło również „Memu miastu na do widzenia”, ponieważ utwór ten został napisany w całości przez Lipkę, a muzycy umówili się wcześniej, że na debiutanckiej płycie znajdą się wyłącznie kompozycje duetu Lipko-Cugowski. Zrealizowano jednak pomysł z ostatniej chwili – utwór „Jest taki samotny dom”.
Zespół przedstawił kilka projektów okładki albumu, jednak wszystkie zostały odrzucone przez głównego plastyka Polskich Nagrań. Ostatecznie Romuald Lipko zadecydował, że okładka będzie całkowicie biała, jedynie z nazwą zespołu i tytułem na środku. Na rewersie umieszczono zdjęcia muzyków w wykonaniu lubelskiego fotografa, Leo Sarneckiego.
Premiera albumu okazała się sukcesem. Utwór „Cień wielkiej góry” zajął pierwsze miejsce, a sam zespół zdobył tytuł „Polskiego zespołu roku – 1974” na liście przebojów roku 1974 Rozgłośni Harcerskiej. Już po kilku dniach sprzedaży wykupiono cały nakład. Pojawiły się też zaproszenia z zagranicy. Najważniejszym był wyjazd do NRD. Tam też powstały niemieckie teksty do kilku przebojów Budki Suflera, których autorami byli Bernd Maywald, Kurt Demmler i Kirsten Steinckert. Utwory Budki Suflera zyskały uznanie słuchaczy Radia NRD. Wytwórnia Amiga zaproponowała zespołowi nagranie płyty. Projekt nie doszedł do skutku. Krzysztof Cugowski nie zjawił się w umówionym terminie na sesji nagraniowej, a gdy wytwórnia zaproponowała drugie podejście, zespół wrócił z intensywnej trasy koncertowej, bezpośrednio po której wokalista nie był w stanie wziąć udziału w nagraniach. Epizod ten wpłynął na późniejsze odejście Cugowskiego z zespołu.

### Odejście Krzysztofa Cugowskiego (1976–1978)
Na początku 1976 roku ukazał się drugi album, Przechodniem byłem między wami. Mimo iż początkowo zespół planował umieszczenie na nim utworów, które wcześniej debiutowały już w radiu, ostatecznie zdecydowano się na wyłącznie premierowy materiał. Dlatego też na płycie znalazło się tylko sześć utworów. Stylistyka albumu została osadzona w rocku symfonicznym. Zespół zdobył za niego swoją pierwszą złotą płytę. Dużą rolę w sukcesie dwóch pierwszych płyt odegrały teksty Adama Sikorskiego.
W 1977 nieporozumienia między wokalistą a pozostałymi muzykami przybrały na sile, kiedy zażądał on wyłączenia swojego nazwiska przed nazwę zespołu. Pod szyldem Krzysztof Cugowski & Budka Suflera zespół wystąpił m.in. podczas XV KFPP w Opolu wykonując utwór „Komentarz do pewnej legendy”. Wkrótce potem Romuald Lipko wyrzucił Cugowskiego z Budki Suflera. Od 1 stycznia 1978 zespół nie miał wokalisty. Po odejściu Cugowskiego, Lipko przesiadł się na instrumenty klawiszowe, przy gitarze basowej zastąpił go Andrzej Ziółkowski, natomiast nowym gitarzystą został Jan Borysewicz – późniejszy lider Lady Pank. Nowym wokalistą zespołu został Stanisław Wenglorz, który wcześniej śpiewał m.in. w grupie Skaldowie. Z nowym wokalistą zespół nagrał kilka utworów, z czego wydał cztery: „Rozmowa”, „Kula nocnego światła”, „Ślady na piasku”, „Życiowy numer”. Jeszcze tego samego roku grupa rezygnowała ze współpracy z Wenglorzem twierdząc, że nie radzi sobie jako wokalista rockowy. Ponadto Stanisław Wenglorz wdał się w konflikt z Janem Borysewiczem, co było dodatkowym powodem opuszczenia zespołu. Ostatecznie frontmanem grupy został Romuald Czystaw, występujący wcześniej w zespole Zbigniewa Hołdysa Dzikie Dziecko.

### Okres z Romualdem Czystawem (1978–1982)
Pierwszymi utworami nagranymi przez Budkę Suflera z Romuladem Czystawem były covery rockowych klasyków, m.in.: „Baker Street” Gerry’ego Rafferty’ego, „Give a Little Bit” grupy Supertramp, „The Way It Is” Chicken Shack i „I Want You (She’s So Heavy)” Beatlesów. Później zespół pod przymusem przystąpił do realizacji pomysłu Stanisława Cejrowskiego – albumowego tryptyku poświęconego olimpiadzie w Moskwie; pozostałe dwa albumy nagrali Skaldowie (Droga ludzi) i Breakout (Żagiel ziemi). Materiał miał być również prezentowany na żywo, lecz ostatecznie przedsięwzięcie skończyło się na nagraniu płyt. Album Budki Suflera, zatytułowany Na brzegu światła, był pierwszym przypadkiem w zawodowej karierze Lipki, kiedy komponował muzykę do wcześniej napisanych słów. Zespół nie zaliczył tego albumu do swojej dyskografii, jako że został nagrany na specjalną okazję.
Pierwsze sesje nagraniowe do kolejnego albumu, Ona przyszła prosto z chmur, rozpoczęły się w listopadzie 1978, jednak ostateczną formę przybrał on dopiero w marcu 1980. Jednym z powodów tych opóźnień była współpraca Budki Suflera z Anną Jantar, która pojawiła się w Lublinie wraz z Andrzejem Mogielnickim na początku 1979. Plany nagrania wspólnego albumu przerwała tragiczna śmierć piosenkarki, jednak sukces zrealizowanych z nią nagrań sprawił, że pojawiły się kolejne propozycje od innych artystek. W ten sposób zespół przystał na współpracę z Izabelą Trojanowską. Innym problemem był brak autora tekstów – Adam Sikorski odczuwał dyskomfort w związku z pisaniem tekstów na zamówienie i do gotowych kompozycji, dlatego też ogłosił, że „Archipelag” i „Motyw z Jasnorzewskiej” będą jego ostatnimi tekstami dla Budki Suflera. O albumie Ona przyszła prosto z chmur Jerzy Janiszewski wspominał, że kiedy ukazał się w sprzedaży, jeden z muzyków zapytał: Myśmy coś takiego nagrali? Ponadto dwa utwory z albumu, tytułowy i „Archipelag”, zostały przez pomyłkę wytłoczone w wersjach demo. W tym samym roku Jan Borysewicz skomponował utwór „Nie wierz nigdy kobiecie”, do której Mogielnicki napisał tekst. Lipko uznał, że utwór jest bardzo udany, lecz stylem przypomina Dire Straits, co nie pasowało do koncepcji albumu. Rozważał umieszczenie go na kolejnym albumie zespołu, wraz z nową wersją „Memu miastu na do widzenia” (utwór do tej pory nie znalazł się na żadnej „dużej” płycie), jednym lub dwoma innymi utworami autorstwa Borysewicza, jedną kompozycją Czystawa („Nie taki znów wolny”) oraz kilkoma utworami napisanymi przez siebie. Utwór „Nie wierz nigdy kobiecie” został wydany na singlu. Stał się jednym z największych przebojów w historii Budki Suflera.
Po przyznaniu zespołowi przez Polskie Nagrania dwóch złotych płyt (za albumy Przechodniem byłem między wami i Ona przyszła prosto z chmur) grupa w styczniu 1981 odbyła trasę koncertową po kraju, podczas której doszło do awantury z Trojanowską i zerwania z nią współpracy. Pod koniec lutego Budka Suflera udała się w kolejną trasę – do ZSRR. Obejmowała ona marzec i kwiecień, a w czasie jej trwania swoje odejście z zespołu zapowiedział Jan Borysewicz, ponieważ reszta muzyków ignorowała jego piosenki przy wydawaniu płyt. Ostatni występ gitarzysty z Budką Suflera odbył się w czerwcu 1981, mniej więcej w tym samym okresie rezygnację z powodów finansowych złożył też Andrzej Ziółkowski, który wkrótce potem wyemigrował do Austrii, a następnie do Stanów Zjednoczonych.

Granie na rockowej scenie to nie tylko pasmo sukcesów. To też balansowanie na linie, z której w każdej chwili można spaść. To olbrzymie stresy, duże obciążenia fizyczne, psychiczne. Zespół przeżywa wiele momentów, które nie błyszczą tak pięknie jak na zdjęciach, w teledyskach. Za tym wszystkim kryją się szare dni ciężkiej pracy ze świadomością, że to co robimy w każdej chwili może się skończyć.

Ponieważ wytwórnia Tonpress, z którą wcześniej zespół podpisał umowę, naciskała na wydanie nowego albumu, a do kompozycji, którą zespół stworzył podczas prób przed koncertem w Leningradzie, brakowało tekstu, Lipko zaproponował jego napisanie Markowi Dutkiewiczowi (nie brano pod uwagę Andrzeja Mogielnickiego, który, według opinii Janiszewskiego, namówił Borysewicza do odejścia i założenia własnego zespołu). Dutkiewicz zatytułował swoje dzieło „Za ostatni grosz”, dostarczając tym samym pomysłu na tytuł i okładkę nowego albumu. Nowym basistą został Mieczysław Jurecki, zaproponowany przez Zdzisława Janiaka, który grał z zespołem już wcześniej, ale po odejściu Borysewicza został jedynym gitarzystą prowadzącym. Na albumie wystąpił również gościnnie basista Krzysztof Ścierański – zagrał w utworze „Tyle z tego masz”. W poszukiwaniu drugiego gitarzysty, który wspomógłby Janiaka, zwłaszcza w pracy studyjnej, Budka Suflera przyjęła Andrzeja Sidłę. Do utworu „Za ostatni grosz” zrealizowano pierwszy w karierze zespołu teledysk, który miał znaleźć się w Telewizyjnej Liście Przebojów. Album Za ostatni grosz ukazał się wiosną 1982. Nie zawierał żadnej z kompozycji Borysewicza, które dołączono dopiero w 1996 w formie bonusów w ramach reedycji wytwórni TA Music.

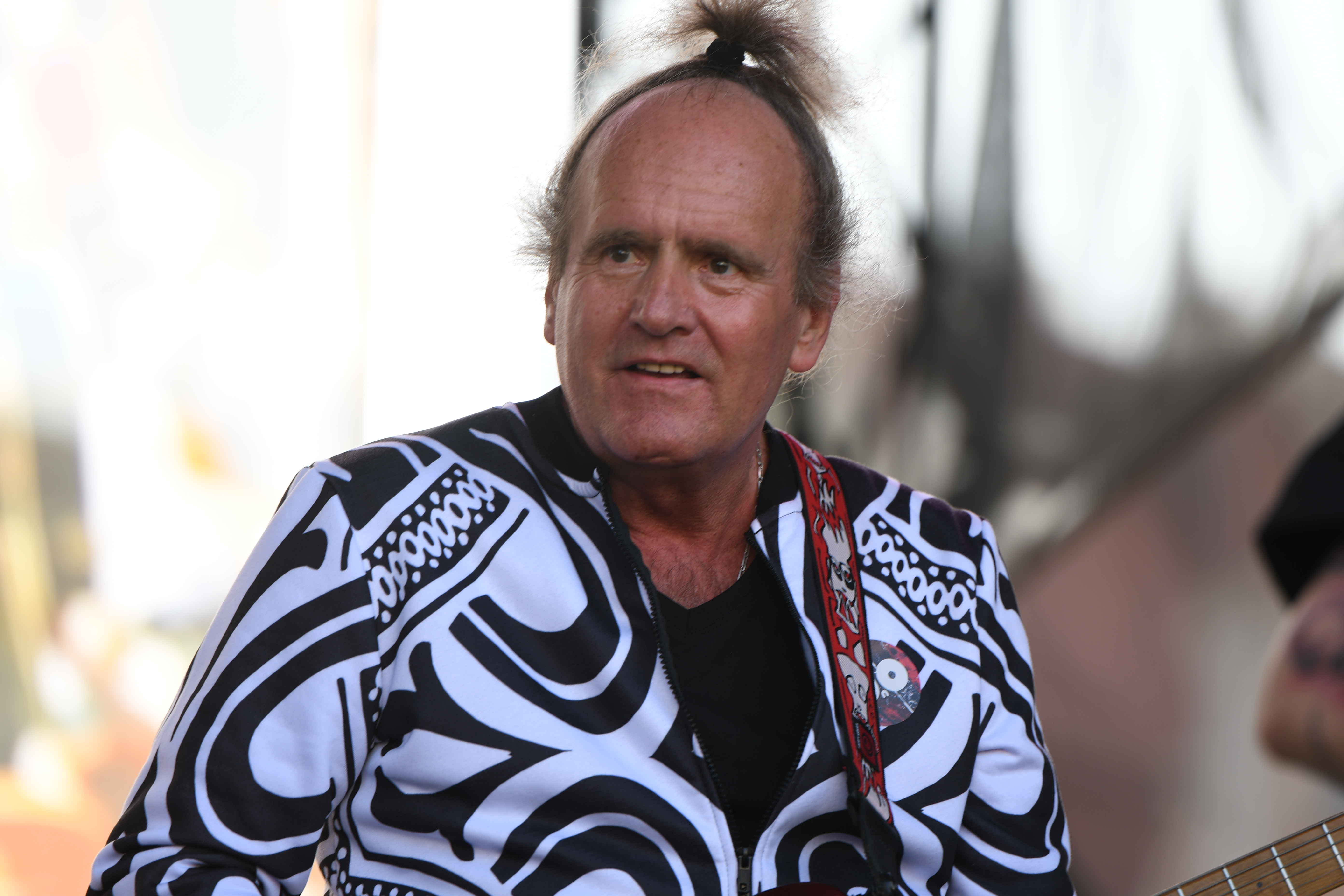
Mieczysław Jurecki – basista, kontrabasista i gitarzysta (2023)

W czerwcu 1982 rozpoczęła się współpraca Budki Suflera z Urszulą. Lipko początkowo skomponował dla niej trzy utwory – „Fatamorgana '82”, „Bogowie i demony” oraz „Luz blues w domu same dziury” – w których rejestracji wziął udział Jan Borysewicz, mimo że nie był już członkiem zespołu, ponieważ przeznaczony na nagrania czas był ograniczony, a w pracy studyjnej Borysewicz był sprawniejszy od Janiaka. W grudniu 1982 Romuald Czystaw opuścił zespół z powodu problemów z głosem. Do 1984 pojawiał się gościnnie na występach grupy, wykonując kilka utworów, w tym „Za ostatni grosz”.

### Okres z Felicjanem Andrzejczakiem (1982–1984)
Następcą Czystawa w roli wokalisty został zaproponowany przez Janiszewskiego Felicjan Andrzejczak. Pierwszy utwór z nowym wokalistą to „Jolka, Jolka pamiętasz”, którego opracowanie zajęło aż kilkanaście tygodni. Warunkiem rejestracji utworu w poznańskim studiu było nagranie drugiej kompozycji – własnej wersji wybranego przeboju zagranicznego, która miała wypełnić przygotowywany przez to studio nocny blok sylwestrowy. Zespół zdecydował się na „Time to Turn” niemieckiej grupy Eloy. Tak stworzono utwór „Noc komety”. Polskojęzyczny tekst napisał Marek Dutkiewicz.

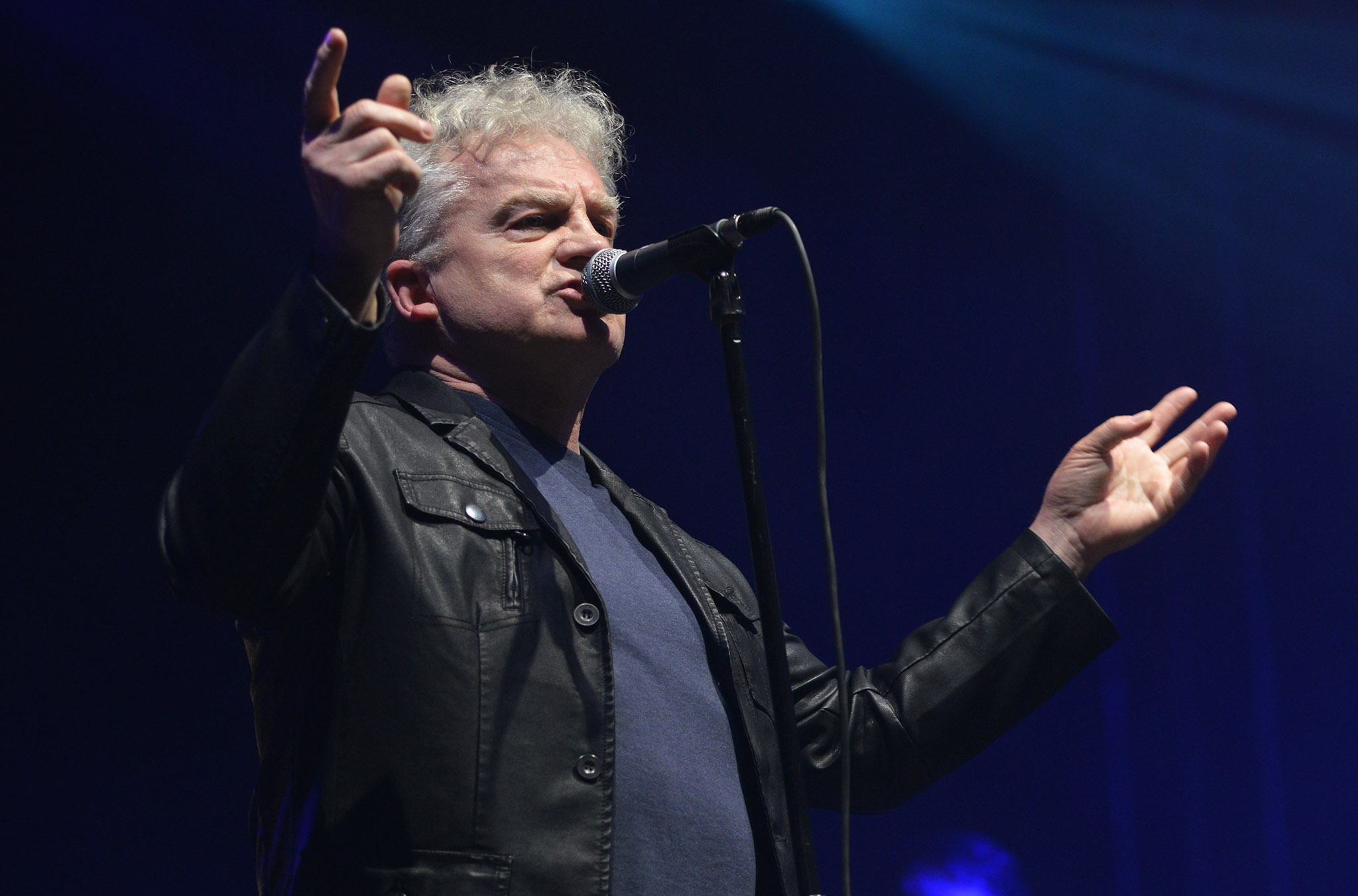
Felicjan Andrzejczak (zm. 2024) – główny wokalista w latach 1982–1983, później występujący z zespołem jako „gość specjalny” (2014)

Pozostałe utwory nagrane jesienią 1982 w Poznaniu to „Czas ołowiu” oraz dwie nowe piosenki Urszuli, w tym „Luz, blues, w niebie same dziury”, odrzucony wcześniej przez Trojanowską. Na rok 1983 planowane były trzy albumy: jeden studyjny z Felicjanem Andrzejczakiem jako wokalistą pt. Plastykowe Serce, jeden kompilacyjny pt. 1974–1984 (w związku ze zbliżającym się 10-leciem zespołu) oraz debiutancki album Urszuli.

Współpraca z wokalistkami miała konkretny zamysł. Miała pomóc jednej, drugiej dziewczynie na starcie. Jeśli uda ci się stanąć na nogi, dziękujemy za współpracę, dalej musisz radzić sobie sama. Tak było w przypadku Uli i Izy. W przypadku Ani Jantar było inaczej. Ona była już uznaną gwiazdą, a więc była to zwykła wspólna produkcja. Natomiast nigdy nie było takiego zamysłu, by Budka stała się edukacyjnym, rockowym bandem.

Muzycy doszli do wniosku, że większa część utworów, które miały się znaleźć na kompilacji (wyjątkiem były tylko „Za ostatni grosz” i „Memu miastu na do widzenia” z Czystawem) została nagrana w niewłaściwych warunkach technicznych. Z tego powodu zaproponowali Krzysztofowi Cugowskiemu udział w realizacji albumu w celu rejestracji nowych wersji starych utworów. W utworach „Sen o dolinie” i „Z dalekich wypraw” (część suity „Szalony koń”) zagrał gościnnie saksofonista Henryk Majewski, a chórki w „Cieniu wielkiej góry” i „Jest taki samotny dom” wykonała Urszula. Z Cugowskim nagrano jeszcze w 1983 singiel Sen o dolinie / Jest taki samotny dom, promujący nadchodzący album kompilacyjny. Piosenka ze strony A tego singla Polskich Nagrań (podpisana jako Krzysztof Cugowski & Budka Suflera) doszła do 14. miejsca na liście Przebojów Programu Trzeciego.
Na album Plastykowe Serce nagrany z Felicjanem Andrzejczakiem zespół opracował 9 kompozycji – w tym 8 piosenek, do których autorem tekstów był Marek Dudkiewicz i jeden utwór instrumentalny pt. „Burza” będący tematem muzycznym do spektaklu o tym samym tytule wg Williama Szekspira, wystawionego przez lubelski teatr. W lipcu 1983 w miesięczniku muzycznym Non Stop pojawiła się notka prasowa, w której ujawniono, że album będzie zawierał m.in. przeboje „Jolka, Jolka pamiętasz” i „Czas ołowiu”, a planowany nakład płyty, której wydawcą mają być Polskie Nagrania „Muza” wynosi pół miliona egzemplarzy. Ostatecznie zespół wstrzymał się z wydaniem albumu twierdząc, że interpretacje wokalne Felicjana Andrzejczaka nie pasują do koncepcji obranej na płycie. Ponadto obecność Cugowskiego w trakcie sesji nagraniowej albumu 1974–1984 i w konsekwencji jego powrót do zespołu były jedną z przyczyn, dla których album studyjny z Andrzejczakiem nigdy nie został wydany. Jeden z nagranych na potrzeby tego anulowanego albumu utworów, „Czas czekania, czas olśnienia”, w nowej aranżacji i z nowym tekstem Tomasza Zeliszewskiego (autorami dwóch pierwotnych wersji byli, odpowiednio: Marek Dutkiewicz i Adam Sikorski) znalazł się wkrótce potem na albumie o tym samym tytule. Innym utworem mającym znaleźć się na płycie Plastykowe Serce była „Rozmowa ojca z synem”, która finalnie po zmianie aranżacji i tekstu trafiała na album Czas czekania, czas olśnienia jako „Lot nad bocianim gniazdem”.

### Powrót Krzysztofa Cugowskiego (1984–1988)
W 1984 Felicjan Andrzejczak zdecydował się na odejście z zespołu, co przyczyniło się do sfinalizowania rozmów o powrocie Cugowskiego. Do Budki doszedł także nowy gitarzysta – Krzysztof Mandziara (podczas nieobecności Cugowskiego w Budce współpracowali w zespole Cross). Materiał przygotowany wcześniej na płytę Plastykowe Serce (z wyjątkiem utworów "Jolka, Jolka..." i "Czas ołowiu") nagrano na nowo w nowych aranżacjach oraz z nowymi tekstami, których autorem po raz pierwszy był Tomasz Zeliszewski. Powstał rockowy album Czas czekania, czas olśnienia, na którym znalazł się m.in. przebój „Cały mój zgiełk” oraz jedyna kompozycja Mandziary napisana Budce pt. „Zmiany w organizmie”. W tym czasie Budka wzięła udział w projekcie Katarzyny Gärtner Żeglując w dobry czas, gdzie Andrzejczak śpiewał utwór tytułowy, Urszula zaśpiewała „Polkę idolkę”, a Budka „Publikatory” i „Wypożyczalnię myśli”. W projekcie wzięli też udział: Stanisław Wenglorz, Grzegorz Markowski, Dżem i wielu innych artystów.

Pisanie tekstów nie było nigdy moim marzeniem, ani też cichym powołaniem. To czysty przypadek. (...) Mieliśmy przygotowany materiał muzyczny w studiu, a tzw. zawodowi autorzy tekstów zawodzili nas terminami i po trosze zawartością tekstów. Był materiał, nie było o czym śpiewać. Którejś nocy czując bezsilność, dla żartu, a może ze złości, napisałem „Cały mój zgiełk”. Na drugi dzień w studiu, ku mojemu zdumieniu, koledzy tekst zaakceptowali. W ten sposób powstała jedna z bardziej znaczących płyt w dorobku zespołu.

W 1985 roku Budka nagrała kolejny hit „Giganci tańczą”, ale cała płyta (pod tym samym tytułem) ukazała się dopiero rok później i nie odniosła sukcesu komercyjnego. Na tle ogólnej recesji przemysłu muzycznego w tym okresie i z powodu słabej sprzedaży płyt muzycy szukali zajęcia poza zespołem. W tym czasie Lipko nagrał muzykę do szwedzkiego filmu polskiego reżysera „Pay Off”. W samym zespole nastały kolejne zmiany w składzie. Nowym gitarzystą został grający wcześniej w zespole Crash Stanisław Zybowski (późniejszy mąż Urszuli). Do nagrania nowej płyty Suflerzy przystąpili bez stałego basisty. Partie gitary basowej częściowo wykonywał rezygnujący właśnie z występowania w zespole Płecha, a częściowo Lipko (głównie imitując bas za pomocą syntezatora). Tak powstał podwójny album Ratujmy co się da!!  zawierający piętnaście utworów, w tym materiał nagrany do filmu i kompozycje Zybowskiego. Płyta przyniosła kilka przebojów. Oprócz tytułowej piosenki były to: „To nie tak miało być”, „Czas wielkiej wody” czy „Nieśmiertelnie piękna twarz”.

### Wyjazd do USA (1988–1992)
Grupa pasjonatów postanowiła sprowadzić zespół do USA i zorganizować im na początek koncert na Broadwayu w Beacon Theatre. Z tej okazji wydano także okazjonalny minialbum American Tour, zawierający nagrany wcześniej utwór „Lifeline”, dwie piosenki z ostatniej płyty z angielskimi tekstami i muzyczny temat z filmu Pay Off. Niepostrzeżenie stworzono w ten sposób białego kruka w dyskografii zespołu (album jest obecnie niedostępny w sprzedaży). Koncert, który w Beacon Theatre poprowadził Michał Urbaniak z narzeczoną, otrzymał pozytywną recenzję w New York Times. Koncerty w dalszej części trasy nie odnosiły już podobnych sukcesów, niemniej stały się okazją do nawiązania ważnych kontaktów. Muzycy później wrócili do USA na blisko rok. W całym „amerykańskim” okresie na gitarze basowej grał ponownie Jurecki, a potem Janusz Biegaj (początkowo technik zespołu). Zrezygnował także Stanisław Zybowski. Nowym gitarzystą został Arkadiusz Smyk.

### Powrót do Polski (1993–1996)
Dzięki wyjazdom do Ameryki Budka Suflera przetrwała kryzys rynkowy końca lat 80. Przemiany ustrojowe pozwoliły myśleć realnie o powrocie. Zeliszewski został oficjalnie menedżerem zespołu i rozpoczął poszukiwania wytwórni. Znaleziono małą firmę w Lublinie zarządzaną przez Krzysztofa Świątkowskiego. Tomek Zeliszewski wraz z Anną Adamczyk zajęli się produkcją płyt w USA, a New Abra zajęła się dystrybucją w Polsce. Najpierw wydano składankę Greatest Hits. Świetne wyniki sprzedaży przekonały wszystkich o słuszności powrotu. Wydano minialbum pt. 4 Pieces to Go, zawierający: utwór „Twoje radio”, dwie wersje językowe „Kolędy rozterek” i angielską wersję „Ragtime” – „La Mancha Taxi Driver”. Po raz pierwszy w Polsce zastosowano pudełko typu digipak.
Płyta Cisza przez wielu uważana jest za jedno z największych osiągnięć Budki Suflera w całej karierze. W trzech utworach („Młode lwy”, „Geniusz blues”, „Czas wielkiej wody”) zagrał nowy gitarzysta zespołu – Marek Raduli. Ostatni utwór stanowi remake wersji z albumu Ratujmy co się da!!. Smyk został poproszony o opuszczenie zespołu z uwagi na poważne problemy z alkoholem. Po raz trzeci powrócił Jurecki. Budka objechała kraj, promując album. Wygrała też w konkursie „Muzyczna Jedynka”. Cisza osiągnęła status złotej płyty z wynikiem ponad 220 tys. sprzedanych egzemplarzy. Równie dobrze sprzedawał się album Greatest Hits.

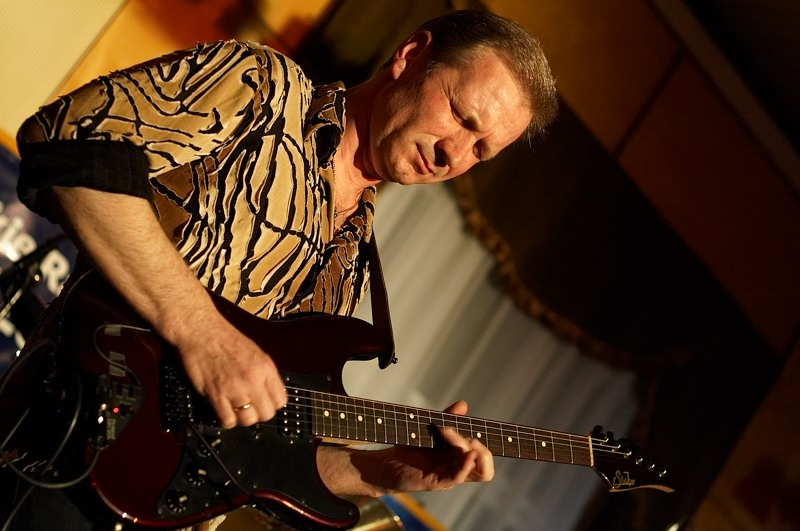
Marek Raduli – gitarzysta (2007)

Z okazji 20-lecia zespołu zorganizowano dużą trasę koncertową. Wraz z Budką Suflera wystąpili m.in.: Urszula z Zybowskim, Andrzejczak, Iza Trojanowska, Jan Borysewicz, Janusz Panasewicz, Zdzisław Janiak. Koncert z Opery Leśnej transmitowała na żywo TVP2, a fragmenty wydano na albumie Budka w Operze, Live From Sopot ’94.

Andrzejczak jest naszym bliskim kumplem, przyjacielem. Poproszono nas, żeby ten utwór [„Jolka, Jolka Pamiętasz”] był w repertuarze koncertu sopockiego. My to zaakceptowaliśmy. Krzysztof wykonuje „Jolkę” na wielu koncertach, nieważne czy lepiej, czy gorzej, na pewno inaczej. Natomiast w Sopocie chcieliśmy pokazać wersję oryginalną.

Wszystkie teksty do kolejnej płyty Noc napisał Tomasz Zeliszewski, muzykę skomponowali Lipko (większość) i Cugowski, wszyscy zajęli się aranżacjami. Powstał blues rockowy album, który był promowany przez radiową „Trójkę” i przez wspólną z Perfectem trasę koncertową Giganci rocka.

### Komercyjny sukces (1997–2003)
Następny album Nic nie boli, tak jak życie przyniósł Budce ponad milion sprzedanych legalnie egzemplarzy. Przebój „Takie tango” (muz. R. Lipko – sł. A. Mogielnicki) znajdował się na pierwszym miejscu listy „30 ton” kilka miesięcy, triumfował też na liście „Trójki”. Sukces finansowy pozwolił na nowe śmiałe projekty, jak np. nagrany w krakowskim studiu telewizyjnym Łęg album pt. Akustycznie wraz z orkiestrą Jacka Delekty. Płytę promowali utworem „Martwe morze”. Album uzyskał wysokie wyniki sprzedaży, rozszedł się w ponad 80 tys. egzemplarzy, ustanowiając nowy rekord sprzedaży płyt „koncertowych” w Polsce. Materiał został wydany także w całości na DVD, a we fragmentach wielokrotnie był emitowany w Telewizji Polskiej.
Na jubileusz 25-lecia muzycy objechali cały kraj, grając trzygodzinne koncerty z udziałem Felicjana Andrzejczaka i Romualda Czystawa. Trasa miała rozpocząć się polonijnym koncertem w Carnegie Hall, jednak ten został przełożony o kilka miesięcy ze względu na chorobę Cugowskiego. Ostatecznie widowisko obejrzało ok. 2,8 tys. widzów. Koncert został zarejestrowany i wydany na albumie pt. Live at Carnegie Hall. Zespół wydał także składankę Greatest Hits II i 10-płytową antologię, która zawierała m.in. utwory z niemieckich sesji nagraniowych i inne do tej pory niepublikowane nagrania.
W 2000 zespół wydał album Bal wszystkich świętych, a tytułowy singiel stał się ogólnopolskim przebojem i przyczynił się do sprzedaży płyty w 300 tys. albumu, za co grupa otrzymała certyfikat podwójnie platynowej płyty. W 2001 zmarł Andrzej Ziółkowski, były gitarzysta zespołu. W 2002 grupa wydała album pt. Mokre oczy, który nie powtórzył sukcesu poprzednika, choć rozszedł się w 35 tys. kopii, za co uzyskał status złotej płyty.

### Nowy skład i zakończenie działalności (2003–2014)
Zarzewiem konfliktu było wydanie solowej płyty Krzysztofa Cugowskiego pt. Integralnie. Początkowo wydawcą miała być New Abra, ale tuż przed premierą szef firmy Krzysztof Świątkowski wycofał się, pozostawiając Cugowskiego z kosztami i materiałem. Wokalista rozpoczął próby odłączenia zespołu od wytwórni, ale po namowach kolegów postanowił, że sprawy potoczą się nadal tak samo, ale on nie będzie się kontaktował z New Abra. Niedługo jednak potem Świątkowski najpierw zlecił Romualdowi Lipce napisanie muzyki na płytę pop tenora Marka Torzewskiego, a potem uznał, że praca Lipki nie spełnia jego oczekiwań. W efekcie Budka Suflera w obecności kamer opuściła lubelską wytwórnię i związała się kontraktem z Pomatonem EMI. Umowa zakładała nagranie jednej płyty i wolność tworzenia dla muzyków. Muzycy przystąpili do pracy, wydając najpierw rockowy singel „Kiedy rozum śpi”, a w maju wystąpili z popowym „Solo” w koncercie „Premier” podczas 39. KFPP w Opolu, na którym zdobyli nagrodę publiczności. Płyta wydana w Pomatonie nie była jednak sukcesem komercyjnym (sprzedała się na poziomie albumu Noc). Nie udała się też trasa koncertowa: zespół został oszukany przez producenta i przerwał koncertowanie w połowie trasy.
Nabrzmiały też konflikty między muzykami: Jureckiemu i Radulemu nie podobał się fakt opuszczenia New Abry, natomiast pozostali mieli pretensje do nich, że nie przykładają się do pracy. W styczniu 2003 Cugowski, Lipko i Zeliszewski postanowili, że w lipcu nie przedłużą kontraktu z gitarzystami. Raduli w marcu w programie Hołdys Guru Limited powiedział, że opuszcza zespół wraz z Jureckim – wbrew pierwotnym ustaleniom, że informacja ta miała trafić do fanów na festiwalu w Opolu. W efekcie Budka Suflera przyspieszyła kompletowanie nowego składu, dzięki czemu w lipcu 2004 do zespołu dołączyli: gitarzysta Łukasz Pilch, basista Mirosław Stępień, klawiszowiec Piotr Kominek i perkusjonistka Ania Patynek. Zmiany w składzie związane były z nowym projektem fonograficznym, przygotowywanym na 30-lecie – dwupłytowym albumem Było / Jest. Budka Suflera przy pomocy Piotra Metza próbowała zorganizować sesję nagraniową w Stanach Zjednoczonych przy udziale znakomitych gości, początkowo starano się o występ samego Ozzy Osbourne’a, ale terminy i cena zablokowały ten pomysł. Zagrać miał też Eddie Van Halen i zespół Eagles. Ostatecznie na gitarze basowej Budkę wsparł Marcus Miller, na gitarze Steve Lukather, perkusistka Sheila E., a producentem powstałych dwóch utworów był Greg Phillinganes. Teksty do nich napisał Jonathan Carroll. Na miesiąc przed premierą z projektu wycofała się wytwórnia Good Summer, w związku z czym zespół musiał zrezygnować z wydania podwójnego albumu. Ostatecznie wydano tylko płytę pt. Jest.
W maju 2004 Budka Suflera zagrała recital na 41. KFPP w Opolu, na którym muzycy odebrali od organizatorów Grand Prix za całokształt twórczości, a na scenie gościnnie wystąpili z nimi: Urszula, a także Natalia Kukulska, Felicjan Andrzejczak i Piotr Cugowski oraz Gary Brooker z Procol Harum i Garou. Wobec niepowodzenia z nowym materiałem muzycy zaczęli szukać wydawcy dla dużego leksykonu, zawierającego dawne przeboje grupy. W ten sposób pod koniec 2005 wraz z dziennikiem „Nowy Dzień” każdego tygodnia ukazywała się kolejna z 20 części leksykonu; pakiet zawierał książeczkę ze zdjęciami i historią zespołu, anegdotami Zeliszewskiego i wywiadami ze znanymi ludźmi oraz płytę z muzyką Budki Suflera. Pierwsza edycja, która zawierała materiał przeznaczony dla płyty Było, rozeszła się w ciągu godziny w nakładzie 600 tys. egzemplarzy w promocyjnej cenie 1 zł. Następne części też bardzo szybko znajdywały nabywców w liczbie przekraczającej 100 tys. sztuk. Podczas wydawania leksykonu Agora zamknęła „Nowy Dzień”, a płyty Budki Suflera postanowiono sprzedawać samodzielnie. Sukces podbudował morale zespołu, ale także spowodował konflikt między byłymi gitarzystami Budki (Radulim i Jureckim) a zespołem. Sprawa trafiła do sądu.
W czerwcu 2006 wzięli udział z utworem „Zgubiłem cię” w konkursie „Premier” na 43. KFPP w Opolu. We wrześniu wystąpili z recitalem trzeciego dnia Sopot Festival 2006, gdzie odebrali statuetkę Złotego Słowika za całokształt kariery.

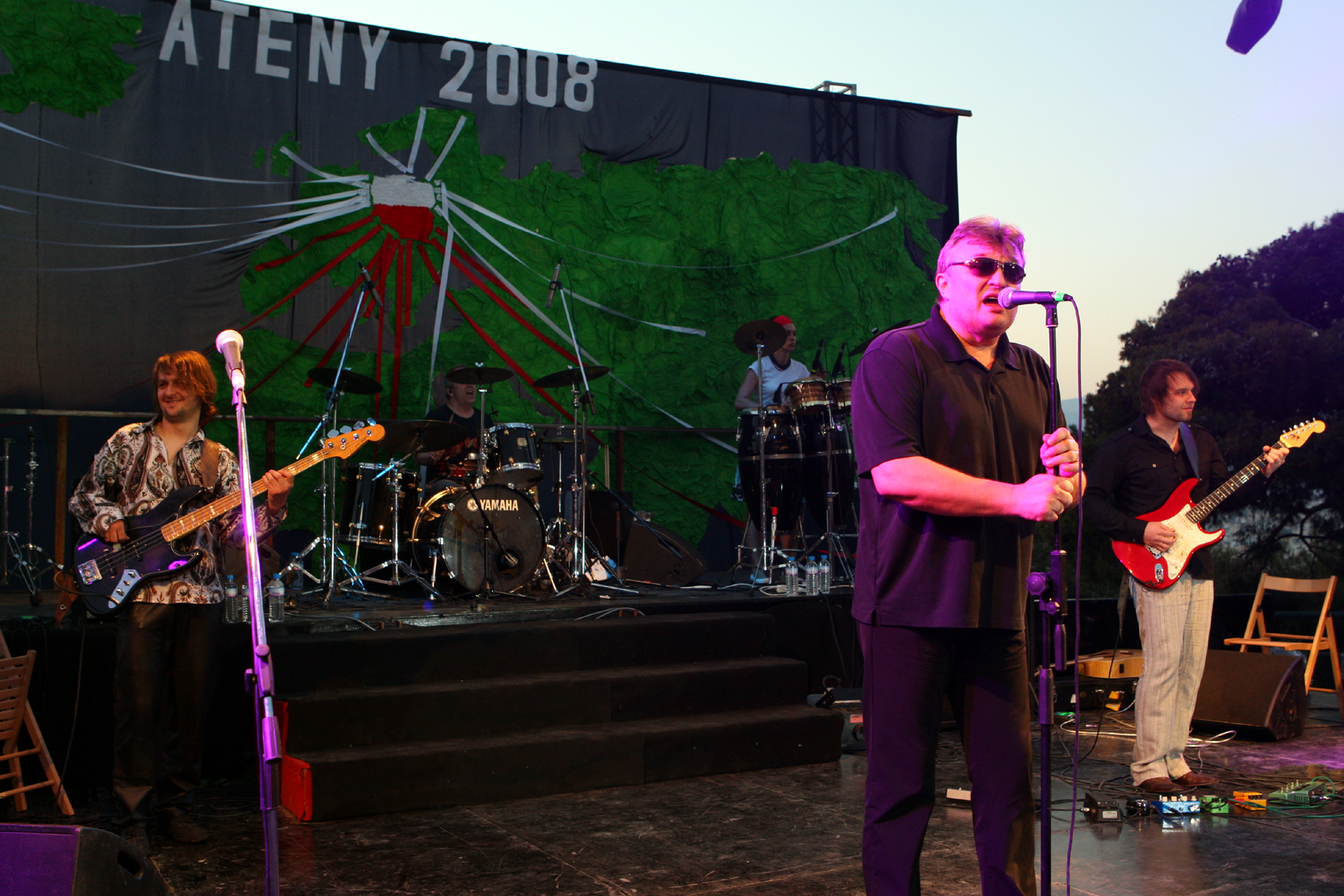
Koncert w Atenach, z cyklu „Dzień Polonii i Polaków za granicą” (2008)

31 grudnia 2008 wydali singiel „Zostań jeszcze”. 9 sierpnia 2009 w Operze Leśnej zagrali koncert z okazji 35-lecia zespołu, a obok Krzysztofa Cugowskiego wystąpili także zaproszeni goście: Romuald Czystaw, Felicjan Andrzejczak, Izabela Trojanowska, Urszula oraz Irena Santor. 29 sierpnia zagrali jubileuszowy koncert w Nałęczowie, na którym gościnnie wystąpili: Izabela Trojanowska, Romuald Czystaw i Felicjan Andrzejczak. 30 października wydali album pt. Zawsze czegoś brak, na którym umieścili 14 utworów. 4 grudnia 2009 podano, że album osiągnął status złotej płyty – sprzedany nakład przekroczył pułap 20 tys. sztuk.

9 czerwca 2010 w Lublinie zmarł Andrzej Bronisz, akustyk, który z Budką Suflera pracował od początku istnienia zespołu. 12 września muzycy zagrali koncert w Kutnie z okazji Święta Róży. 30 września 2010 w Warszawie zmarł Romuald Czystaw, wokalista zespołu w latach 1978–1982.

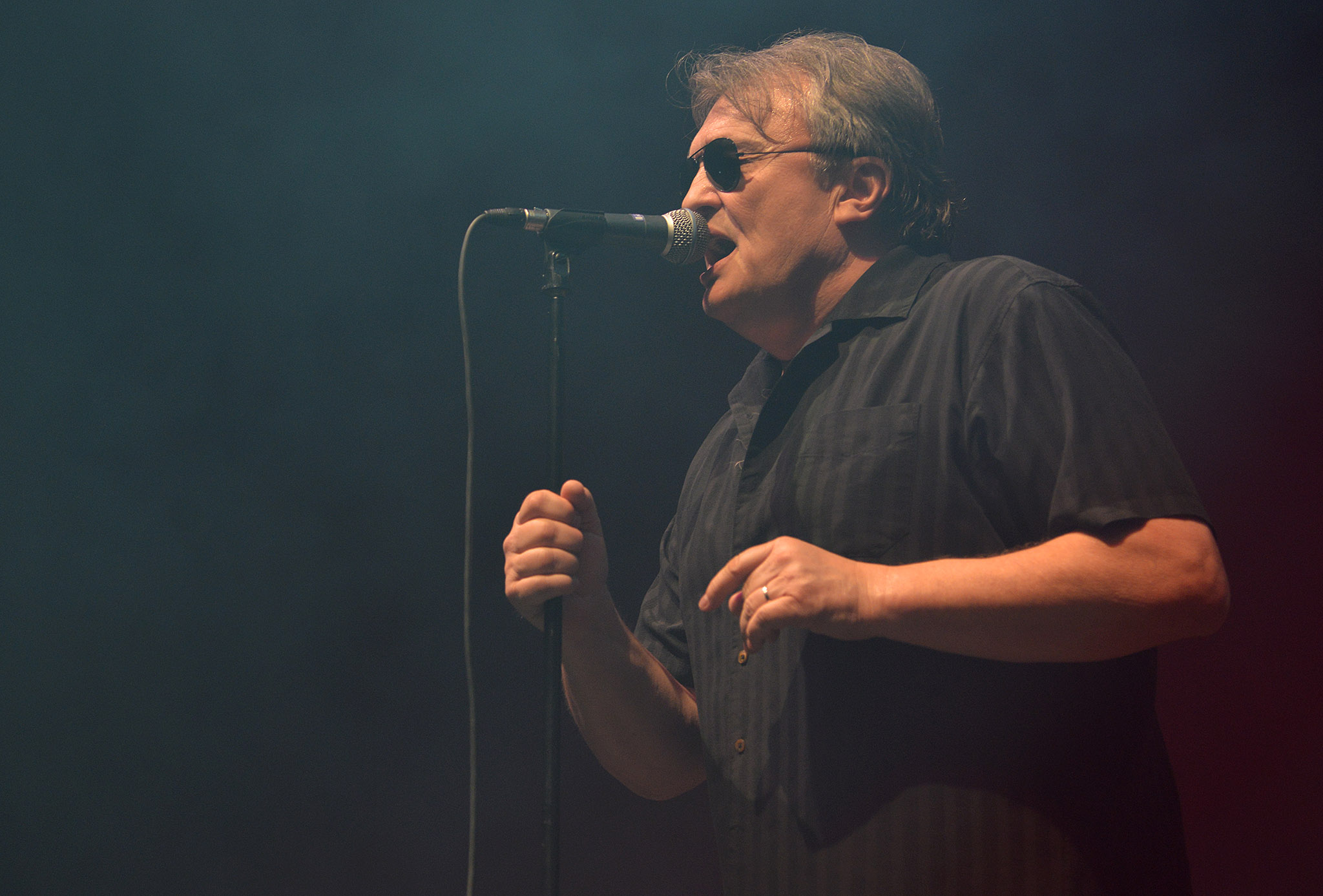
Krzysztof Cugowski podczas pożegnalnej trasy Budki Suflera, Bielsko-Biała (2014)

21 stycznia 2014 muzycy poinformowali na swojej stronie na Facebooku, że z końcem roku Budka Suflera kończy swoją działalność. Największy pożegnalny koncert, zorganizowany pod hasłem „Memu miastu na do widzenia”, zagrali 18 września w Lublinie, a ostatnie duże koncerty zagrali w grudniu w Toruniu i Krakowie. Poza trasą koncertową, 31 lipca wystąpili w ramach Przystanku Woodstock, a 19 października zagrali pożegnalny koncert telewizyjny pt. „Ostatnie Takie Tango”, wyemitowany przez stację telewizyjną Polsat. 31 grudnia 2014 ostatni raz wystąpili na scenie podczas widowiska sylwestrowego w Warszawie.

### Okres nieaktywności (2015–2018)
Po 2014 muzycy Budki Suflera udzielali się oddzielnie w różnych projektach muzycznych. Krzysztof Cugowski założył z synami – Piotrem i Wojciechem zespół Cugowscy i prowadził karierę solową z towarzyszeniem Zespołu Mistrzów, Romuald Lipko stworzył grupę Romuald Lipko Band, w skład której weszli m.in. Izabela Trojanowska i Felicjan Andrzejczak, zaś Tomasz Zeliszewski i Mieczysław Jurecki utworzyli zespół Wieko oraz udzielali się w zespole Martyny Jakubowicz.
W 2017 została wydana pierwsza autoryzowana biografia zespołu autorstwa Jarosława Sawica pt. Budka Suflera – Memu miastu na do widzenia. Muzyka, miasto, ludzie. 23 października 2017 w Muzycznej Jedynce odbyła się audycja poświęcona premierze książki. W audycji prowadzonej przez Zbigniewa Krajewskiego wzięli udział – Krzysztof Cugowski, Romuald Lipko, Tomasz Zeliszewski i Jarosław Sawic.
19 kwietnia 2018 w siedzibie Polskiego Radia w Lublinie odbyła się uroczysta Gala III Festiwalu Reportażu w Lublinie z udziałem Krzysztofa Cugowskiego, Romualda Lipko, Tomasza Zeliszewskiego i Mieczysława Jureckiego. W kategorii „osoba” 4 nagrody Złotego MHz-A zdobyli członkowie Budki Suflera. Tego samego dnia odbyło się również otwarcie Studia Muzycznego Polskiego Radia w Lublinie im. Budki Suflera.

### Wznowienie działalności (2019–2020)
W 2019 Budka Suflera wznowiła działalność w składzie: Romuald Lipko, Tomasz Zeliszewski, Mieczysław Jurecki, Dariusz Bafeltowski i Piotr Bogutyn, a nowym wokalistą został Robert Żarczyński, wieloletni fan zespołu, który występował wcześniej w cover bandzie o nazwie Budka Band. Propozycja uczestnictwa w zespole została przedstawiona także Markowi Radulemu, który ją odrzucił. Muzycy zapowiedzieli powrót na scenę wraz z jesienną trasą koncertową pod nazwą „45 lat. Powrót do korzeni”. Były wokalista zespołu, Krzysztof Cugowski, stanowczo odciął się od pomysłu reaktywacji, kontynuując swoją karierę solową. W wywiadzie dla „Super Expressu” powiedział: Zespół ma ochroniony i znak, i nazwę w urzędzie patentowym. (...) Zespół przestał istnieć cztery i pół roku temu i tyle. Romuald Lipko odniósł się do wypowiedzi Cugowskiego, twierdząc, że zakończenie działalności grupy, które miało miejsce w 2014, było wymuszone przez dawnego wokalistę.
2 sierpnia 2019 muzycy zaprezentowali swój pierwszy utwór w nowym składzie – „Gdyby jutra nie było”, którą stworzyli Romuald Lipko i Marek Dutkiewicz, a post-produkcja materiału została wykonana w nowojorskim studiu przez Roberta Dudzica. Jesienią ruszyli w zapowiedzianą trasę koncertową, a gościnnie wystąpili z nimi: Felicjan Andrzejczak, Urszula oraz Izabela Trojanowska. W trakcie trasy wykonywali utwory z różnych okresów istnienia – tuż przed jej rozpoczęciem zapowiedzieli także nagranie nowych kompozycji. W 2020 rozpoczęli klubową trasę koncertową „Za ostatni grosz 2020”.

### Śmierć Romualda Lipki i album z Felicjanem Andrzejczakiem (2020–2021)
6 lutego 2020 wskutek choroby nowotworowej zmarł Romuald Lipko. W związku ze śmiercią lidera zespół odwołał najbliższe koncerty. 9 kwietnia 2020 zespół zaprezentował swój kolejny singiel – „W kinie tak jest”, do którego muzykę jeszcze przed śmiercią skomponował Lipko, a słowa napisał Tomasz Zeliszewski. Nowym klawiszowcem Budki Suflera został Piotr Sztajdel. 20 maja muzycy zapowiedzieli pierwszy od 38. lat singiel z Felicjanem Andrzejczakiem pt. „Niebo co dzień”.

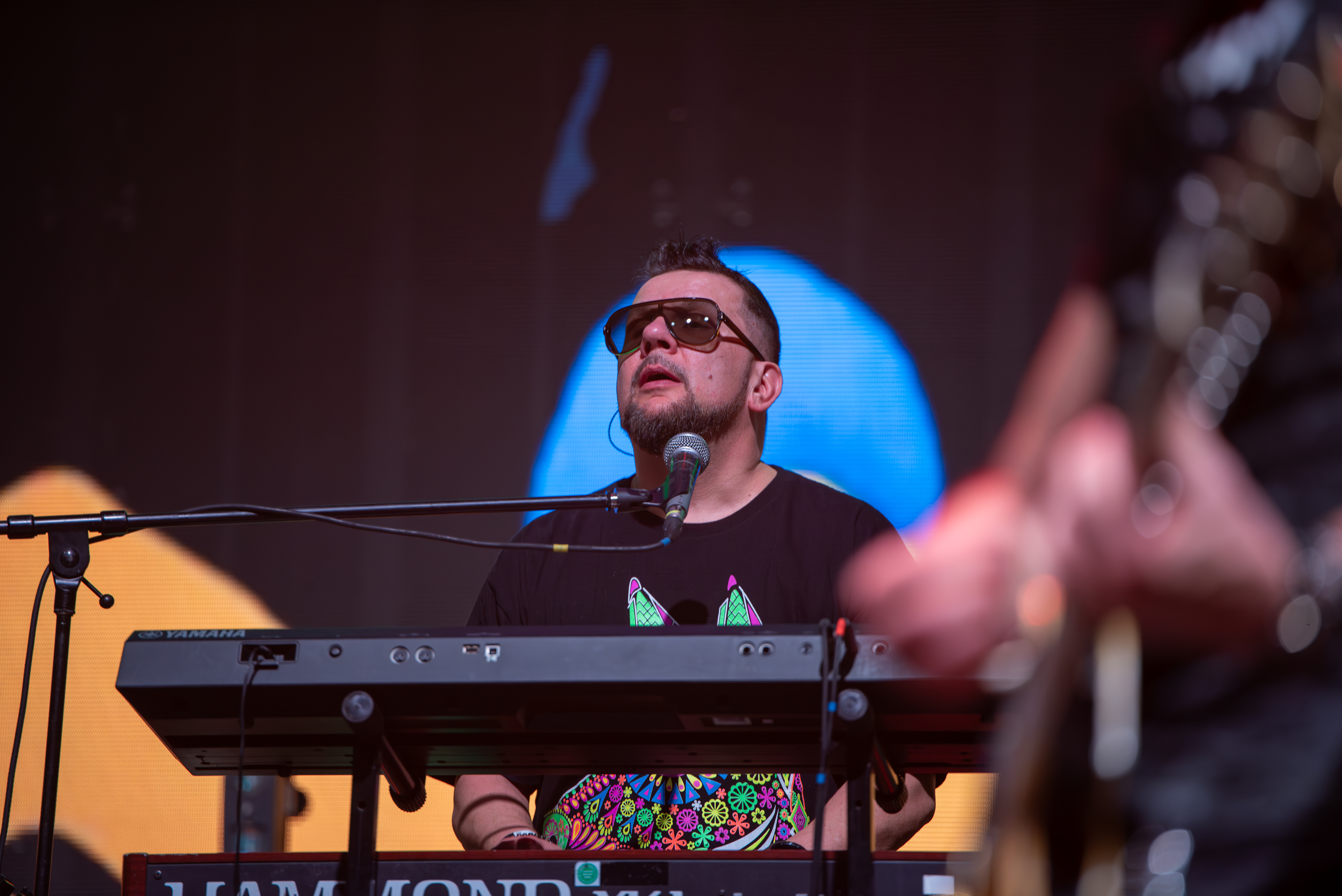
Piotr Sztajdel – klawiszowiec (2025)

30 sierpnia 2020 Tomasz Zeliszewski i Mieczysław Jurecki wystosowali list otwarty do osób odpowiedzialnych za organizację koncertu „Cisza jak ta” poświęconemu Romualdowi Lipce z prośbą o umożliwienie im występu podczas tego wydarzenia, gdyż artysta ten był przez wiele lat związany z grupą i to właśnie dla niej stworzył najwięcej przebojów. Po interwencji dyrektor artystyczny festiwalu, Marek Sierocki zaproponował Jureckiemu i Zeliszewskiemu akompaniowanie w utworze „Jolka, Jolka pamiętasz”. Nie mogąc wystąpić pod szyldem Budki Suflera, odrzucili tę propozycję i nie wystąpili podczas festiwalu, co odbiło się szerokim echem w ogólnopolskich mediach. 10 listopada wydali kolejny singiel z wokalem Felicjana Andrzejczaka – „10 lat samotności”. Utworem zwiastowali album studyjny o tym samym tytule, który ukazał się 20 listopada 2020 w serwisach streamingowych i na płycie CD, a 21 stycznia 2021 – na płycie analogowej, wzbogaconej także o utwór „Romek” dedykowany Lipce. Felicjan Andrzejczak w wywiadzie dla portalu NaTemat przyznał:

Nie nagrałem z zespołem żadnego albumu, choć to – jak stwierdziliśmy w ubiegłym roku podczas rozmowy z Romualdem Lipką, Tomaszem Zeliszewskim i Mieczysławem Jureckim – było wielkim błędem. Postanowiliśmy to więc naprawić i tak narodził się plan, którego głównym pomysłodawcą był Romek: na początek stworzymy nowy singiel, później całą płytę. Niestety, ten cudowny człowiek odszedł w lutym. (...) Do ostatnich chwil podkreślał, jak bardzo zależy mu na powstaniu tego albumu (...). Zdążył mi jeszcze przekazać nowe piosenki, mówiąc: „Zaopiekuj się nimi, mają być nagrane”. Wykonam ten ostatni rozkaz.

W grudniu 2020 Mieczysław Jurecki udzielił wywiadu dla magazynu „Teraz Muzyka”, w którym przyznał, że Robert Żarczyński nadal jest wokalistą zespołu i mają w planach nagranie płyty studyjnej z jego udziałem.

Felicjan Andrzejczak nie jest dziś członkiem zespołu. On ma swoją karierę, a wokalistą Budki jest Robert Żarczyński, z którym graliśmy w zeszłym roku koncerty i który w ostatniej piosence na płycie śpiewa z nami w chórku. A to jest płyta Budki z Felicjanem Andrzejczakiem. Podejrzewam, że gdyby przykładowo coś takiego się stało, że umówilibyśmy się z Krzyśkiem Cugowskim, żeby wspólnie coś nagrać, to byłoby podobnie. Ponieważ on dzisiaj, podobnie jak Felicjan, nie jest już członkiem naszego zespołu. Mamy przygotowane osiem piosenek z Robertem Żarczyńskim, dorzuci się z sześć i będzie kolejna płyta. W planach jest też jeszcze jedna, ale to tajemnica i nie jestem upoważniony, aby o niej opowiadać – mogę jedynie powiedzieć, że ona również będzie zawierała tylko kompozycje Romka Lipko.

### Współpraca z Ireną Michalską i Jackiem Kawalcem (od 2021)

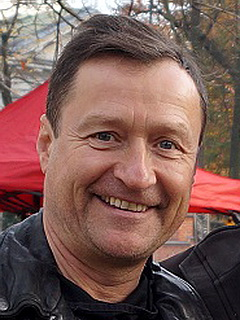
Jacek Kawalec (2018)

21 sierpnia 2021 Budka Suflera zagrała w lubelskim Ogrodzie Saskim z okazji otwarcia Muszli Koncertowej im. Romualda Lipki. W trakcie koncertu po raz pierwszy z zespołem gościnnie zaśpiewała Irena Michalska. Zespół kontynuował współpracę z wokalistką. Kolejny koncert z Ireną Michalską, już jako członkinią grupy, zagrał 30 stycznia 2022 z okazji 30. finału Wielkiej Orkiestry Świątecznej Pomocy w Sali Maneżowej Akademii Rycerskiej w Legnicy. Podczas występu na scenie w roli wokalisty pojawił się również aktor i piosenkarz Jacek Kawalec. Występ spotkał się krytyką w mediach. Zespół w poszerzonym składzie, łącznie z Jackiem Kawalcem jako wokalistą, przystąpił do realizacji kolejnej płyty. Robert Żarczyński pozostał w składzie grupy. W kwietniu grupa w wydała singiel pt. „O tobie myślę w zimną noc” wykonywany wokalnie przez Jacka Kawalca i Irenę Michalską. 19 września ukazał się kolejny, zatytułowany „Wontpliwości”, w którym wszystkie partie wokalne przejął Jacek Kawalec. Utwory te zapowiadały album Skaza. 18 listopada ukazał on się w serwisach streamingowych. Kolejnym singlem promującym płytę był utwór tytułowy. 10 lutego 2023 album został wydany w formacie płyty CD i kasety magnetofonowej, a 20 marca na płycie winylowej.
W 2024 z okazji 50-lecia zespołu został wydany minialbum koncertowy Nie taki znów wolny – Live At Carnegie Hall będący częścią zapisu koncertu z 1999 roku zawierającego cztery utwory w wykonaniu Romualda Czystawa. Grupa wydała także premierowy utwór pt. „Licznik” autorstwa Mieczysława Jureckiego i Bogdana Olewicza. 15 czerwca w Ogrodzie Saskim w Lublinie, w Muszli Koncertowej im. Romualda Lipko zorganizowano koncert z okazji 50-lecia Budki Suflera. Podczas koncertu z zespołem gościnnie wystąpili m.in. Natalia Niemen, Józef Skrzek, Andrzej Zieliński, Zbigniew Hołdys i Ryszard Poznakowski. Koncert został sfilmowany przez TVP, a jego fragmenty zostały wykorzystane w dokumencie pt. Budka Suflera – Czarodzieje i Hipisi – Koncert z okazji 50 rocznicy powstania zespołu.
18 września 2024 w wyniku udaru zmarł Felicjan Andrzejczak, wokalista zespołu w latach 1982–1983. 21 września zespół wystąpił w ramach obchodów XXVII Dni Patrona Pułtuska św. Mateusza, dedykując koncert zmarłemu wokaliście.
6 lutego 2025 na antenie Telewizji Polskiej miała miejsce premiera filmu dokumentalnego poświęconego Romualdowi Lipko pt. Romuald Lipko – niezapomniane melodie.

## Muzycy

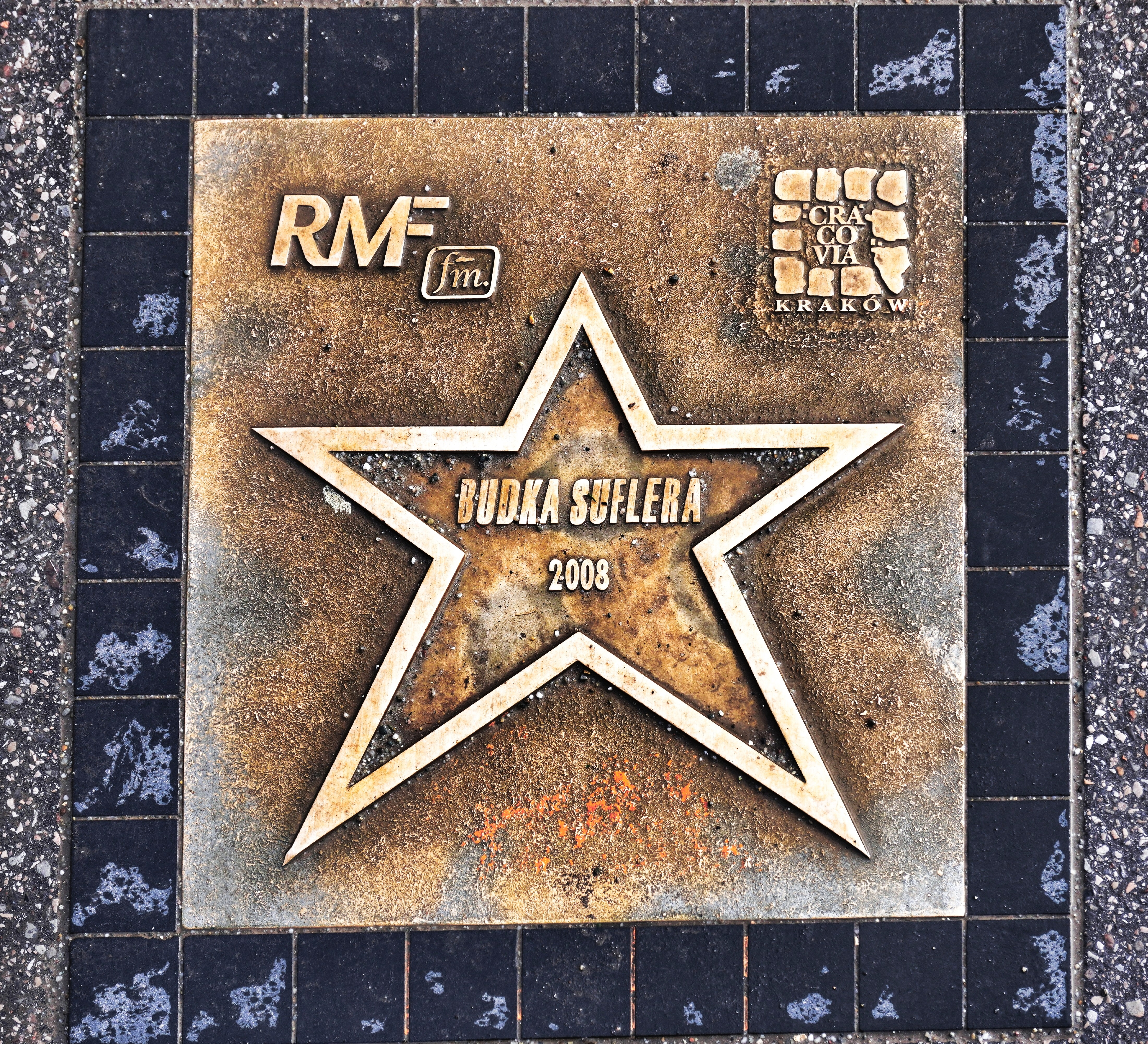
Gwiazda Budki Suflera na Alei Gwiazd w Krakowie

### Obecny skład
- Tomasz Zeliszewski – perkusja (1975–2014, od 2019)
- Mieczysław Jurecki – gitara basowa, gitary, kontrabas (1981–1983, 1986–1987, 1992–2003, 2014,od 2019)
- Robert Żarczyński – śpiew (od 2019)
- Irena Michalska – śpiew (od 2021)[107]
- Jacek Kawalec – śpiew (od 2022)
- Piotr Bogutyn – gitara (od 2019)
- Dariusz Bafeltowski – gitara (od 2019)
- Piotr Sztajdel – instrumenty klawiszowe (od 2020)[79]

#### Muzycy towarzyszący
- Ewa Szlachcic – chórki (od 2019)[108]
- Anna Rosochacka – chórki (od 2020)[109][108]

## Dyskografia

### Albumy studyjne
- 1975 – Cień wielkiej góry
- 1976 – Przechodniem byłem między wami
- 1979 – Na brzegu światła
- 1980 – Ona przyszła prosto z chmur
- 1982 – Za ostatni grosz
- 1984 – Czas czekania, czas olśnienia
- 1986 – Giganci tańczą
- 1989 – Ratujmy co się da!!
- 1993 – Cisza
- 1995 – Noc
- 1997 – Nic nie boli, tak jak życie
- 2000 – Bal wszystkich świętych
- 2002 – Mokre oczy
- 2004 – Jest
- 2009 – Zawsze czegoś brak
- 2020 – 10 lat samotności (Budka Suflera & Felicjan Andrzejczak)[110]
- 2023 – Skaza[111]

### Albumy koncertowe
- 1994 – Budka w Operze, Live From Sopot ’94
- 1998 – Akustycznie
- 1999 – 25-lecie Budki Suflera, Spodek 1999
- 2000 – Live at Carnegie Hall
- 2013 – Cień wielkiej góry live[112]
- 2014 – Cień wielkiej góry live – Woodstock Festival Poland 2014[113]

### Albumy kompilacyjne
- 1984 – 1974–1984
- 1992 – Greatest Hits
- 1994 – Underground
- 1999 – Greatest Hits II
- 2005 – Było[114]
- 2007 – Gwiazdy polskiej muzyki lat 80.

### Minialbumy (EP)
- 1988 – American Tour
- 1992 – 4 Pieces To Go
- 2002 – Najpiękniejsze kolędy[115]
- 2002 – The Best Of... (wydany również w 2003 pod nazwami Palę sobie i Posłuchaj sobie)
- 2024 – Nie taki znów wolny – Live At Carnegie Hall[99]

### Wydania specjalne
- 1999 – Antologia 74-99
- 2005–2006 – Leksykon Budki Suflera
- 2010 – Budka Suflera Collection

### Notowane utwory
| Rok  | Tytuł                         | Pozycja na liście |
| Rok  | Tytuł                         | LP3               |
| ---- | ----------------------------- | ----------------- |
| 1982 | Teraz rób co chcesz           | 9                 |
| 1982 | Bez satysfakcji               | 9                 |
| 1982 | Kto zrobił mi ten żart        | 13                |
| 1982 | Jolka, Jolka pamiętasz        | 1                 |
| 1983 | Noc komety                    | 5                 |
| 1983 | Czas ołowiu                   | 12                |
| 1983 | Sen o dolinie                 | 14                |
| 1984 | Wyspy bez nazw                | 12                |
| 1984 | Czas czekania, czas olśnienia | 22                |
| 1984 | Woskowe dusze                 | 21                |
| 1984 | Cały mój zgiełk               | 1                 |
| 1985 | Ostatnie ogłoszenie           | 35                |
| 1985 | Moja Alabama                  | 10                |
| 1985 | Giganci tańczą                | 8                 |
| 1985 | Kwadratura koła               | 26                |
| 1987 | Ratujmy, co się da            | 7                 |
| 1988 | Czas wielkiej wody            | 23                |
| 1988 | Jestem stąd                   | 14                |
| 1988 | Dzień Robinsona               | 36                |
| 1992 | Twoje radio                   | 18                |
| 1993 | Cisza jak ta                  | 8                 |
| 1993 | Młode lwy                     | 34                |
| 1994 | Krajobraz po rewolucji        | 14                |
| 1995 | Noc                           | 14                |
| 1995 | Fraszka dla Staszka           | 19                |
| 1996 | Chodź                         | 36                |
| 1996 | Sur Le Point D’Avignon        | 27                |
| 1997 | Jeden raz                     | 22                |
| 1997 | Takie tango                   | 1                 |
| 1997 | Strefa półcienia              | 10                |
| 1998 | Nowa wieża Babel              | 10                |
| 1998 | Martwe morze                  | 14                |
| 1998 | Memu miastu na do widzenia    | 45                |
| 1999 | V bieg                        | 15                |
| 2000 | Świat od zaraz                | 31                |
| 2000 | Bal wszystkich świętych       | 4                 |
| 2000 | Requiem nad ranem             | 48                |
| 2001 | Błękitna arka                 | 30                |

## Filmografia

### Filmy dokumentalne
- 1999 – Budka Suflera – 25 lat później (reżyseria: Natasza Ziółkowska-Kurczuk)
- 2000 – Budka Suflera w Nowym Yorku (reżyseria: Maciej Dejczer)[116]
- 2008 – Historia polskiego rocka (reżyseria: Leszek Gnoiński, Wojciech Słota)
- 2011 – Budka Suflera In The Village (cz.1 i cz.2) (reżyseria: Bolesław Pawica)
- 2018 – Budka in the Village. Los Angeles 2004 (reżyseria: Radosław Tobolski)[117][118]
- 2024 – Budka Suflera – Czarodzieje i Hipisi – Koncert z okazji 50 rocznicy powstania zespołu (reżyseria: Tomasz Zeliszewski, Mieczysław Jurecki)[103]
- 2025 – Romuald Lipko – niezapomniane melodie (reżyseria: Robert Żurakowski)[119]

### Ścieżka dźwiękowa

#### Filmy
- 1976 – Przepraszam czy tu biją? – w utworze „Podarowany dzień”[120]
- 1984 – Alabama – w utworze „Moja Alabama”
- 1987 – Pay Off – w utworze „Temat z filmu Pay Off”
- 2002 – Przedszkolandia – „Dzieci to my sami”[121]
- 2009 – Zwerbowana miłość – w utworze „Jolka, Jolka... pamiętasz”[121]
- 2012 – Być jak Kazimierz Deyna – w utworze „Takie Tango”[121]
- 2013 – Jaskółka – w utworze „Totalna Hipnoaza” (z Urszulą)[121]
- 2015 – CRACHE COEUR – w utworach „Jestem Twoim grzechem” (z Izabelą Trojanowską) i „Dmuchawce, latawce, wiatr” (z Urszulą)[121]
- 2016 – Fale – „Dmuchawce, latawce, wiatr” (z Urszulą)[121]

#### Seriale telewizyjne
- 2000–2002 – Adam i Ewa – w utworze z czołówki serialu[122][123][124]
- 2018 – Rojst – „Jestem Twoim grzechem” (z Izabelą Trojanowską)[121]